# Laver Cup 2017
Der Laver Cup 2017 war ein Tennisturnier der Herren, das vom 22. bis 24. September 2017 in der O2 Arena in Prag ausgetragen wurde.
Team Europa gewann die erste Ausgabe mit 15:9, nachdem Roger Federer durch seinen knappen Sieg gegen Nick Kyrgios im letzten Match ein Entscheidungsspiel abwenden konnte, das bei einem Stand von 12:12 notwendig geworden wäre.

## Spielerauswahl
Roger Federer und Rafael Nadal gaben am 24. August 2016 als erste Spieler ihre Teilnahme am Turnier bekannt. Milos Raonic gab als erster Spieler für das Team Welt am 15. Mai 2017 seine Teilnahme bekannt. Am 24. August 2017 standen alle Teilnehmer fest. Raonic und Juan Martín del Potro zogen ihre Zusage später jeweils wieder zurück.

## Teilnehmer
| Team Europa                  | Team Europa |
| ---------------------------- | ----------- |
| Kapitän: Björn Borg          |             |
| Vize-Kapitän: Thomas Enqvist |             |
| Spieler                      | Rang 1      |
| Rafael Nadal                 | 1           |
| Roger Federer                | 2           |
| Alexander Zverev             | 4           |
| Marin Čilić                  | 5           |
| Dominic Thiem                | 7           |
| Tomáš Berdych                | 19          |
| Fernando Verdasco            | 40          |

| Team Welt                     | Team Welt |
| ----------------------------- | --------- |
| Kapitän: John McEnroe         |           |
| Vize-Kapitän: Patrick McEnroe |           |
| Spieler                       | Rang 1    |
| Milos Raonic                  | 11        |
| Sam Querrey                   | 16        |
| John Isner                    | 17        |
| Nick Kyrgios                  | 20        |
| Jack Sock                     | 21        |
| Juan Martín del Potro         | 24        |
| Denis Shapovalov              | 51        |
| Frances Tiafoe                | 72        |
| Thanasi Kokkinakis            | 215       |

|  | Wahl des Kapitäns |
|  | Rückzug           |
|  | Ersatzspieler     |
|  | Reservespieler    |

## Ergebnisse
| Ergebnisse und Entwicklung der Punkte im Verlauf des Turniers | Ergebnisse und Entwicklung der Punkte im Verlauf des Turniers | Ergebnisse und Entwicklung der Punkte im Verlauf des Turniers | Ergebnisse und Entwicklung der Punkte im Verlauf des Turniers | Ergebnisse und Entwicklung der Punkte im Verlauf des Turniers | Ergebnisse und Entwicklung der Punkte im Verlauf des Turniers | Ergebnisse und Entwicklung der Punkte im Verlauf des Turniers | Ergebnisse und Entwicklung der Punkte im Verlauf des Turniers | Ergebnisse und Entwicklung der Punkte im Verlauf des Turniers | Ergebnisse und Entwicklung der Punkte im Verlauf des Turniers |
| Tag                                                           | Spiel                                                         | Modus                                                         | für Team Europa                                               | für Team Welt                                                 | Resultat                                                      | Punkte Europa                                                 | Punkte Welt                                                   | gesamt Europa                                                 | gesamt Welt                                                   |
| ------------------------------------------------------------- | ------------------------------------------------------------- | ------------------------------------------------------------- | ------------------------------------------------------------- | ------------------------------------------------------------- | ------------------------------------------------------------- | ------------------------------------------------------------- | ------------------------------------------------------------- | ------------------------------------------------------------- | ------------------------------------------------------------- |
| 1                                                             | 1                                                             | Einzel                                                        | Marin Čilić                                                   | Frances Tiafoe                                                | 7:63, 7:60                                                    | 1                                                             | –                                                             | 1                                                             | 0                                                             |
| 1                                                             | 2                                                             | Einzel                                                        | Dominic Thiem                                                 | John Isner                                                    | 6:715, 7:62, [10:7]                                           | 1                                                             | –                                                             | 2                                                             | 0                                                             |
| 1                                                             | 3                                                             | Einzel                                                        | Alexander Zverev                                              | Denis Shapovalov                                              | 7:63, 7:65                                                    | 1                                                             | –                                                             | 3                                                             | 0                                                             |
| 1                                                             | 4                                                             | Doppel                                                        | Tomáš Berdych Rafael Nadal                                    | Nick Kyrgios Jack Sock                                        | 3:6, 7:67, [7:10]                                             | –                                                             | 1                                                             | 3                                                             | 1                                                             |
| 2                                                             | 1                                                             | Einzel                                                        | Roger Federer                                                 | Sam Querrey                                                   | 6:4, 6:2                                                      | 2                                                             | –                                                             | 5                                                             | 1                                                             |
| 2                                                             | 2                                                             | Einzel                                                        | Rafael Nadal                                                  | Jack Sock                                                     | 6:3, 3:6, [11:9]                                              | 2                                                             | –                                                             | 7                                                             | 1                                                             |
| 2                                                             | 3                                                             | Einzel                                                        | Tomáš Berdych                                                 | Nick Kyrgios                                                  | 6:4, 6:74, [6:10]                                             | –                                                             | 2                                                             | 7                                                             | 3                                                             |
| 2                                                             | 4                                                             | Doppel                                                        | Roger Federer Rafael Nadal                                    | Sam Querrey Jack Sock                                         | 6:4, 1:6, [10:5]                                              | 2                                                             | –                                                             | 9                                                             | 3                                                             |
| 3                                                             | 1                                                             | Doppel                                                        | Tomáš Berdych Marin Čilić                                     | Jack Sock John Isner                                          | 6:75, 6:76                                                    | –                                                             | 3                                                             | 9                                                             | 6                                                             |
| 3                                                             | 2                                                             | Einzel                                                        | Alexander Zverev                                              | Sam Querrey                                                   | 6:4, 6:4                                                      | 3                                                             | –                                                             | 12                                                            | 6                                                             |
| 3                                                             | 3                                                             | Einzel                                                        | Rafael Nadal                                                  | John Isner                                                    | 5:7, 6:71                                                     | –                                                             | 3                                                             | 12                                                            | 9                                                             |
| 3                                                             | 4                                                             | Einzel                                                        | Roger Federer                                                 | Nick Kyrgios                                                  | 4:6, 7:66, [11:9]                                             | 3                                                             | –                                                             | 15                                                            | 9                                                             |